# 1956 유러피언컵 결승전
1956 유러피언컵 결승전(프랑스어: Finale de la Coupe des clubs champions européens 1955-1956)은 범유럽 축구 대회이자 UEFA 챔피언스리그의 전신인 유러피언컵의 1번째 결승전이다. 이 경기는 스페인의 레알 마드리드와 프랑스의 스타드 랭스 간의 경기로, 1956년 6월 13일에 38,000명의 관중이 웅집한 파리의 파르크 데 프랭스에서 열렸다. 레알 마드리드는 결승전에 오르기 전에 이탈리아의 밀란을 합계 5-4로 이겼고, 스타드 랭스는 스코틀랜드의 하이버니언을 3-0으로 이겼다. 이 경기의 승자는 4-3으로 이긴 레알 마드리드로 이후 전무후무한 5연속 유러피언컵 우승의 기록을 세웠다. 경기 초반 주도권을 쥔 쪽은 스타드 랭스였는데, 미셸 르블롱과 장 탕플랭의 연속골로 10분 만에 2-0으로 앞서나갔으나, 전반 종료 전까지 마드리드가 알프레도 디 스테파노와 엑토르 리알의 연속골로 승부의 추에 균형을 맞추었다. 스타드 랭스는 62분에 미셸 이달고의 골로 또다시 앞서나갔지만, 마르키토스의 67분 골과 리알의 79분 골이 연달아 터지면서 마드리드가 승리했다.

## 결승전까지의 경기
| 레알 마드리드 | 레알 마드리드 | 레알 마드리드 | 레알 마드리드 | 라운드   | 스타드 랭스   | 스타드 랭스 | 스타드 랭스 | 스타드 랭스 |
| ------------- | ------------- | ------------- | ------------- | -------- | ------------- | ----------- | ----------- | ----------- |
| 상대          | 합계          | 1차전         | 2차전         |          | 상대          | 합계        | 1차전       | 2차전       |
| 세르베트      | 7–0           | 2–0 (원)      | 5–0 (안)      | 1라운드  | AGF           | 4–2         | 2–0 (원)    | 2–2 (안)    |
| 파르티잔      | 4–3           | 4–0 (안)      | 0–3 (원)      | 8강전    | 뵈뢰시 로보고 | 8–6         | 4–2 (안)    | 4–4 (원)    |
| 밀란          | 5–4           | 4–2 (안)      | 1–2 (원)      | 준결승전 | 하이버니언    | 3–0         | 2–0 (안)    | 1–0 (원)    |

### 레알 마드리드
레알 마드리드는 라리가 1954-55의 우승 자격으로 유러피언컵에 참가했다. 1라운드 상대는 스위스의 세르베트였다. 1차전 원정 경기에서 2-0 스이를 쟁취한 후, 마드리드는 산티아고 베르나베우에서 벌어진 2차전에서 5-0 승리를 거두었는데, 이 경기에서 알프레도 디 스테파노가 2골을 기록했다. 8강전 상대는 유고슬라비아의 파르티잔으로 전 시즌 리그에서 5위를 차지했다. 1차전 안방 경기에서 엘리오도로 카스타뇨 페드로사가 2골을 기록했고, 프란시스코 헨토와 알프레도 디 스테파노가 1골씩 추가하여 레알 마드리드는 베오그라드 원정 경기를 앞두고 4골 차이로 앞서나갔다.

## 경기

### 상세 경기 정보
| 레알 마드리드                                    | 4–3    | 스타드 랭스                         |
| ------------------------------------------------ | ------ | ----------------------------------- |
| 디 스테파노 14′ · 리알 30′, 79′ · 마르키토스 67′ | 리포트 | 르블롱 6′ · 탕플랭 10′ · 이달고 62′ |

| 레알 마드리드 | 스타드 랭스 |

| GK                   | 1  | 후안 알론소          |
| RB                   | 2  | 앙헬 아티엔사        |
| LB                   | 3  | 라파엘 레스메스      |
| RH                   | 4  | 미겔 무뇨스 (주장)   |
| CH                   | 5  | 마르키토스           |
| LH                   | 6  | 호세 마리아 사라가   |
| OR                   | 7  | 호세이토             |
| IR                   | 8  | 라몬 마르살          |
| CF                   | 9  | 알프레도 디 스테파노 |
| IL                   | 10 | 엑토르 리알          |
| OL                   | 11 | 프란시스코 헨토      |
| 감독:                |    |                      |
| 호세 비얄롱가 요렌테 |    |                      |

| GK          | 1  | 르네-장 자케       |
| RB          | 2  | 시몽 짐니          |
| LB          | 3  | 라울 지로도        |
| RH          | 4  | 미셸 르블롱        |
| CH          | 5  | 로베르 종케 (주장) |
| LH          | 6  | 로베르 시아카      |
| OR          | 7  | 미셸 이달고        |
| IR          | 8  | 레옹 글로바츠키    |
| CF          | 9  | 레몽 코파          |
| IL          | 10 | 르네 블리아르      |
| OL          | 11 | 장 탕플랭          |
| 감독:       |    |                    |
| 알베르 바토 |    |                    |

| 부심: J. 파킨슨 (잉글랜드) 토미 쿠퍼 (잉글랜드) |

## 같이 보기
- 1955-56년 유러피언컵
- 1959 유러피언컵 결승전 - 같은 두 구단 간의 경기
- 레알 마드리드 CF의 국제 축구 대회 기록

## 참고
1. ↑  디 스테파노는 아르헨티나 출신이었는데, 1956년 10월(이 경기 4달 후)에 스페인으로 귀화했다. 이후 그는 1957년을 기점으로 스페인 국가대표팀에 차출되기 시작했다.[3][4]